# Ulf Findeisen
Pour les articles homonymes, voir Findeisen.
Ulf Findeisen, né le 2 mars 1962 à Zschopau, est un sauteur à ski est-allemand.

## Biographie
Dirigé par son père, aussi sauteur vers ce sport, il fait ses débuts dans la Coupe du monde en 1983 et frôle déjà le podium à Gstaad, où il est quatrième.
Aux Championnats du monde 1984, ne prend part qu'à la compétition par équipes, il prend la médaille d'argent.
En 1985, il devient champion de RDA sur le tremplin normal, après des titres en 1983 et 1984 sur le grand tremplin.
En 1986, il concrétise au niveau international, gagnant sa première manche de Coupe du monde devant le public allemand d'Oberwiesenthal. En mars 1986, il est victime d'une lourde chute sur le tremplin de vol à ski de Kulm, qui menace la suite de sa carrière.
Malgré tout, Findeisen réussit sa meilleure performance globale en 1986-1987, lorsqu'il se classe douzième de la Coupe du monde et ce grâce notamment à sa troisième place à Garmisch-Partenkirchen, le menant au troisième rang final sur la Tournée des quatre tremplins et sa victoire à Štrbské Pleso.
Il ne maintient pas ce niveau lors des saisons suivantes et se retire en 1990.

## Palmarès

### Championnats du monde
| Épreuve / Édition | Engelberg 1984 | Oberstdorf 1987 | Lahti 1989 |
| Petit tremplin    |                | 25e             | 48e        |
| Grand tremplin    |                | 27e             | 44e        |
| Par équipes       | Argent         | 5e              |            |

### Coupe du monde
- Meilleur classement général : 12e en 1987.
- 3 podiums individuels : 2 victoires et 1 troisième place.

#### Victoires individuelles
| Année | Lieu                            |
| 1986  | Oberwiesenthal (Allemagne)      |
| 1987  | Štrbské Pleso (Tchécoslovaquie) |

#### Classements généraux
| Compet'/Année | Compet'/Année | Classement général | Classement général |
| ------------- | ------------- | ------------------ | ------------------ |
| Compet'/Année | Compet'/Année | Class.             | Points             |
| 1983          | 1983          | 23e                | 49                 |
| 1984          | 1984          | 27e                | 33                 |
| 1985          | 1985          | 57e                | 5                  |
| 1986          | 1986          | 17e                | 73                 |
| 1987          | 1987          | 12e                | 95                 |
| 1988          | 1988          | 59e                | 7                  |
| 1989          | 1989          | 67e                | 1                  |